# Alma María Pérez Parrado
Pour les articles homonymes, voir Pérez et Parrado.
Alma María Pérez Parrado est une taekwondoïste espagnole, née le 21 décembre 2001 à Boiro (Galice). Elle est vice-championne du monde de taekwondo en 2021.

## Biographie
Alma María Pérez Parrado est médaillée d'argent dans la catégorie des moins de 53 kg aux Championnats du monde féminins de taekwondo 2021 à Riyad, s'inclinant en finale face à la Turque Merve Dinçel.